# Nagy Aranka
Nagy Aranka, családi nevén Hochrein Aurélia Erzsébet (Budapest, 1882. március 30. – Budapest, 1972. január 20.) énekesnő.

## Életútja
Atyja Hochrein Lajos Károly Nándor, fővárosi iskolaigazgató-tanár volt, anyja Nagy Franciska. 1882. április 9-én keresztelték a budapest-erzsébetvárosi plébánián. Zenei tanulmányait Budapesten végezte Bellovics Imrénél, a Zenekedvelők Egyesülete igazgatójánál, majd Rákosi Szidi színiiskoláját látogatta. Első kísérlete Rajna Aranka néven a Népszínházban volt, a Bob herceg című operettben Annie szerepében. 1905-ben Kassára szerződött koloratúrénekesnőnek, ahol négy és fél éven át a közönség kedvence volt. 1910-ben Szegedre ment Almássy Endre társulatához, és itt is sok sikerben volt része mint koloratúr primadonnának. Innen 1914-ben Debrecenbe hívták meg, ahonnan egy évi működés után Győrbe kapott szerződést, dr. Patek Béla társulatához. Itt 1919-ben férjhez ment Lechner (Lehner) Ferenchez, a győri magyar vagon- és gépgyár igazgatójához és 1920-ban visszavonult a színipályától. Két hónappal 90. születésnapja előtt hunyt el özvegy nyugdíjasként Budapesten, halálát tüdőverőér vérrögös beékelődése okozta.

## Főbb szerepei
- Hármas női szerep a Hoffmann meséiben
- Santuzza (Parasztbecsület)
- Leonora (Troubadour)
- Traviata
- Tosca
- Mimi (Bohémek)
- Pillangókisasszony
- Carmen
- Agatha (Bűvös vadász)
- Melinda (Bánk bán)
- Mária (Hunyadi László)
- Házi tücsök fő női szerepe